# 우에스기 가쓰사다
우에스기 가쓰사다(일본어: 上杉勝定, 1767년 ~ 1821년 12월 3일)는 일본 에도 시대의 다이묘로, 요네자와 신덴 번의 3대 번주이다. 관위는 종5위하, 스루가노카미이다.
메이와 4년(1767년), 요네자와번주 우에스기 시게사다의 셋째 아들로 태어났다. 메이와 6년(1769년) 음력 1월 8일에 태어났다는 설도 있다. 덴메이 3년(1783년), 요네자와 신덴 번의 2대 번주 우에스기 가쓰요시의 양자가 되었고, 덴메이 5년(1785년)에 가쓰요시가 사망함에 따라 번주직을 계승하였다. 분카 12년(1815년), 양자 가쓰요시에게 가문을 계승하게 하고 은거하였다. 분세이 4년(1821년)에 55세의 나이로 사망하였다.
| 전임 우에스기 가쓰요시 | 제3대 요네자와 신덴 번 번주 1785년 ~ 1815년 | 후임 우에스기 가쓰요시 |